# Nadine Salameh
Nadine Salameh, née le 9 février 1979 à Beyrouth au Liban, est une actrice d'origine palestinienne, plutôt connue en Syrie, où elle vit et travaille depuis des années.

## Biographie
Avant de fuir au Liban, après avoir été chassée de sa région natale, sa famille est originaire d'Acre, en Palestine. Elle a également des ancêtres syriens et turcs. Son père, Nabil Salameh, est un militant de l'Organisation de libération de la Palestine. Il a d'abord fait partie du mouvement Fatah de Yasser Arafat, puis cofonde l'organisation plus extrême Black September.
La Guerre du Liban la pousse à partir en Syrie, avec sa mère et ses deux sœurs. À Damas, elle étudie au département d'art dramatique de l'Académie supérieure des arts théâtraux. Elle étudie également le droit à l'université de Damas et obtient une maîtrise en Science politique.

## Carrière
Alors qu'elle est en première année à l'université, Nadine participe à sa première série télévisée avec le réalisateur syrien Najdat Ismail Anzour, intitulée al-Kawasir. Il s'agit d'une épopée fantastique en 29 épisodes qui se déroule à l'époque du Moyen Âge et qui traite de la chevalerie, de la guerre, de l'amour et du tribalisme. Nadine Salameh y joue le rôle d'une héroïne barbare qui chevauche des chevaux et brandit des épées. Depuis, elle a réalisé une pièce de théâtre, deux téléfilms, un film pour le cinéma et plus de dix séries télévisées.